# Антилопа гарна
Антилопа гарна (Antilope cervicapra) е бозайник от семейство Кухороги. На български видът е известен с още няколко имена. Антилопа гарна е придобила гражданственост от руското име на вида. Други имена, които се използват са винторога антилопа, индийска черна антилопа, син козел, черен козел или еленокоза, което е буквален превод от латинското име на вида.

## Външен вид
Гарна е неголяма антилопа. Височината при холката достига до 80 cm, дължината на тялото до 125 cm, а теглото до 40 kg. Рога имат само мъжките екземпляри и достигат на дължина до 75 cm. Те са дълги и извити под формата на спирала. Козината е шоколадовокафява на цвят, а корема, вътрешността на краката, долната част на врата и около очите и носа са бели на цвят. Мъжките са значително по-тъмни на цвят от женските, които са светло-рижави. Малките са също с по-светла козина. При мъжките козината потъмнява успоредно с растежа на рогата.

## Разпространение
Антилопите гарна обитават равнините на Индия.

## Начин на живот
Антилопите гарна живеят на големи стада в тревистите равнини, открити пространства и засолени места. Те никога не обитават хълмисти и гористи местности. При сезонните валежи гарна често се оказват в наводнени местности и са принудени да се преместват на по-високи части като по този начин доста често навлизат в райони населени с хора. Видът е много устойчив на неблагоприятни условия за живот. Може да издържа без вода дълго време. Гарна развива скорост в рамките на 80 – 96 km/h. Разстоянието между отделните подскоци достига до 6,6 m., а на височина достигат до 2 m. Продължителността на живота им е около 12 години.